# Zah1de
Zah1de (née en 2010) est une rappeuse et TikTokeuse allemande. Elle est dans le groupe Lunatix.

## Carrière
En 2023, Zah1de a commencé à publier des vidéos de danse sur TikTok. Elle est membre de l'école de danse berlinoise Lunatix et apparaît avec son équipe dans ses vidéos TikTok.
Fin 2024, elle signe un contrat avec Universal Music et sort son premier single TikTok Sportlich à l'âge de 14 ans. En janvier 2025, le single Ballert auf Lautlos suivis, qui a atteint plus de 2,5 millions de vues sur YouTube en dix jours et a atteint le sommet des tendances YouTube,,. Le single a atteint la 38e place des charts allemands . Le mois suivant, le troisième single de Zah1de, Mona Lisa Motion, est sorti et a atteint la 24e place des charts allemands.

## Discographie
- 2024 : TikTok Sportlich
- 2025 : Ballert auf Lautlos
- 2025 : Mona Lisa Motion
- 2025 : Mona Lisa Motion (Einmal um die Welt)
- 2025 : Zahide Did It Better